# Colascione

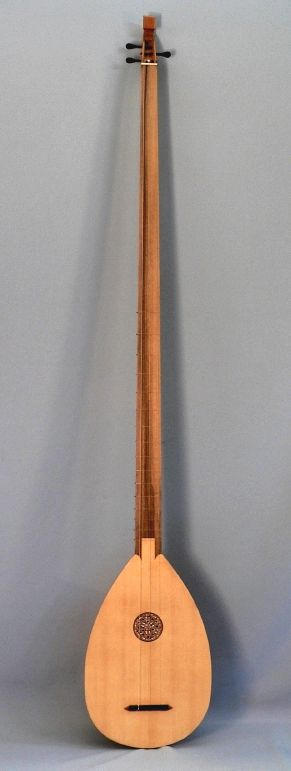
Colascione

Der Colascione (italienisch, [kolaˈʃoːne], auch Calascione; französisch Colachon [kɔlaˈʃɔ̃]) ist eine Langhalslaute, die vor allem in Unteritalien in Gebrauch war. Das älteste dort bekannte Instrument trägt die Jahreszahl 1564. Seine Vorläufer waren aber schon lange vorher aus vorderasiatischen Ländern bekannt.

## Bauform
Das sowohl solistisch wie auch für den Generalbass gebrauchte Lauteninstrument besitzt einen Wirbelkasten mit Flankenwirbeln und einen 42 bis 54 cm langen und 28 bis 34 cm breiten Korpus, insgesamt ist es zwischen 135 und 200 cm lang. Das Instrument besitzt zwei bis sechs Saiten, die in Quinten gestimmt sind. Das lange Griffbrett ist von 16 bis 24 Darmbünden umschlossen. Marin Mersenne gab die Anzahl der Saiten noch mit zwei oder drei an.
In der ersten Hälfte des 18. Jahrhunderts wurde der Colascione in Italien aus der Kirche verwiesen und geriet bald in Vergessenheit. Jedoch gingen Giacomo Merchi (1730–1789) und sein Bruder oder Vater, beide aus Neapel stammend, 1753 nach Paris und gaben dort Konzerte auf Colascionen. Im letzten Drittel des 18. Jahrhunderts wiesen der Colascionespieler Domenico Colla aus Brescia, der 6 Sonate per colascioncino di due corde verfasste, und sein ihn auf der Gitarre begleitender Bruder den Colascione und den kleineren und höher gestimmten Colasciontino (Mezzo-Colascione) als neuartige Instrumente aus, was nicht der Wahrheit entsprach. Heutzutage ist der Colascione nur selten anzutreffen, zum Beispiel bei den sizilianischen Sunaturi.
Anstelle einer Holzdecke auf dem Korpus hatten einige Instrumente eine geteilte Pergamentdecke nach morgenländischer Art.
In der Literatur wird der Colascione oft mit dem Calichon verwechselt, einer Bassvariante der Mandora.

## Herkunft
Unter türkischem Einfluss gelangte die orientalische Langhalslaute (tanbur) mit dem Namen tambura (vgl. die heutige Tambura auf dem Balkan) Ende des 15. Jahrhunderts nach Neapel. Bemerkenswert ist die große Ähnlichkeit des Colascione mit Instrumenten wie der zentralasiatischen dotar und der setar. Dennoch gibt es eine Abweichung, welche durch den Steg auf der Decke gegeben ist, an dem die Saiten befestigt sind. Möglicherweise wurde die setar in Süditalien unter dem Einfluss des Lautenbaus zum Colascione entwickelt.
Der älteste erhaltene Colascione weist den abgeknickten Wirbelkasten einer Laute auf.